# Alter Bridge
Gli Alter Bridge sono un gruppo musicale hard rock/heavy metal statunitense, formatosi a Orlando nel 2004.
I componenti del gruppo sono il chitarrista Mark Tremonti, il bassista Brian Marshall e il batterista Scott Phillips, tutti e tre membri anche dei Creed, insieme al cantante e chitarrista Myles Kennedy, ex frontman dei Mayfield Four. Il nome del gruppo deriva da un ponte (bridge in inglese) rimasto nei ricordi di Mark Tremonti, fondatore della band, e situato presso la Alter Road, una strada sulla zona di confine tra le città di Detroit e Grosse Pointe.
Nonostante un successo relativamente basso nel mainstream e uno scarso supporto delle etichette discografiche durante i primi anni di attività, gli Alter Bridge hanno ottenuto l'accoglienza positiva della critica, acquisendo una buona notorietà grazie ai lunghi e frequenti tour e alle leali fanbase in Europa e America. I membri del gruppo sono coinvolti anche in altri progetti, come le carriere da solista di Tremonti e Kennedy (quest'ultimo impegnato anche con il chitarrista Slash) e i sopracitati Creed.
Il loro primo album in studio, One Day Remains, pubblicato dalla Wind-up Records nell'agosto 2004, andò incontro a recensioni piuttosto contrastanti: chi lo descrisse come un disco commerciale e di poco conto e chi lo elogiò come il modo migliore di fare un disco metal con sonorità adatte a tutti. Dopo il primo tour nel 2006, il gruppo ruppe il contratto con la Wind-up Records e firmò con la Universal Republic, che pubblicò nell'ottobre del 2007 il loro secondo album, Blackbird, accolto positivamente dalla critica e dai fan. I membri del gruppo trascorsero i due anni seguenti in tour, partecipando nel frattempo ad altri progetti musicali, prima di riunirsi nel 2010 per registrare il terzo album AB III, distribuito dalla Roadrunner Records ad ottobre; tale disco ricevette il plauso della critica, oltre ad essere ritenuto uno dei migliori album dell'anno. Nel gennaio 2011 è stato messo in vendita nei negozi il primo album dal vivo e film concerto del gruppo, intitolato Live from Amsterdam, mentre il 26 marzo 2012 è stato pubblicato il secondo film concerto della band, Live at Wembley, registrato a Londra nel novembre del 2011. Il quarto album in studio del gruppo, intitolato Fortress, è stato pubblicato il 30 settembre 2013 ed è stato anticipato dal singolo Addicted to Pain. Firmato un nuovo contratto con la Napalm Records, nel 2016 hanno pubblicato il quinto album The Last Hero, seguito nel 2019 da Walk the Sky e nel 2022 da Pawns & Kings.
Nel 2009, Ultimate Guitar Archive ha eletto gli Alter Bridge trentaseiesimo miglior gruppo del decennio. Nel 2011, la nota rivista Guitarist ha indetto un sondaggio per eleggere il miglior assolo di chitarra di tutti i tempi: la canzone Blackbird degli Alter Bridge si è piazzata al primo posto, seguita da Eruption dei Van Halen al secondo e da Sweet Child o' Mine dei Guns & Roses al terzo. Nel 2011 sono usciti vincitori da un sondaggio sul sito Fuse su chi, tra i gruppi moderni, ha più fan.

## Storia del gruppo

### Primi anni eOne Day Remains(2003–2006)

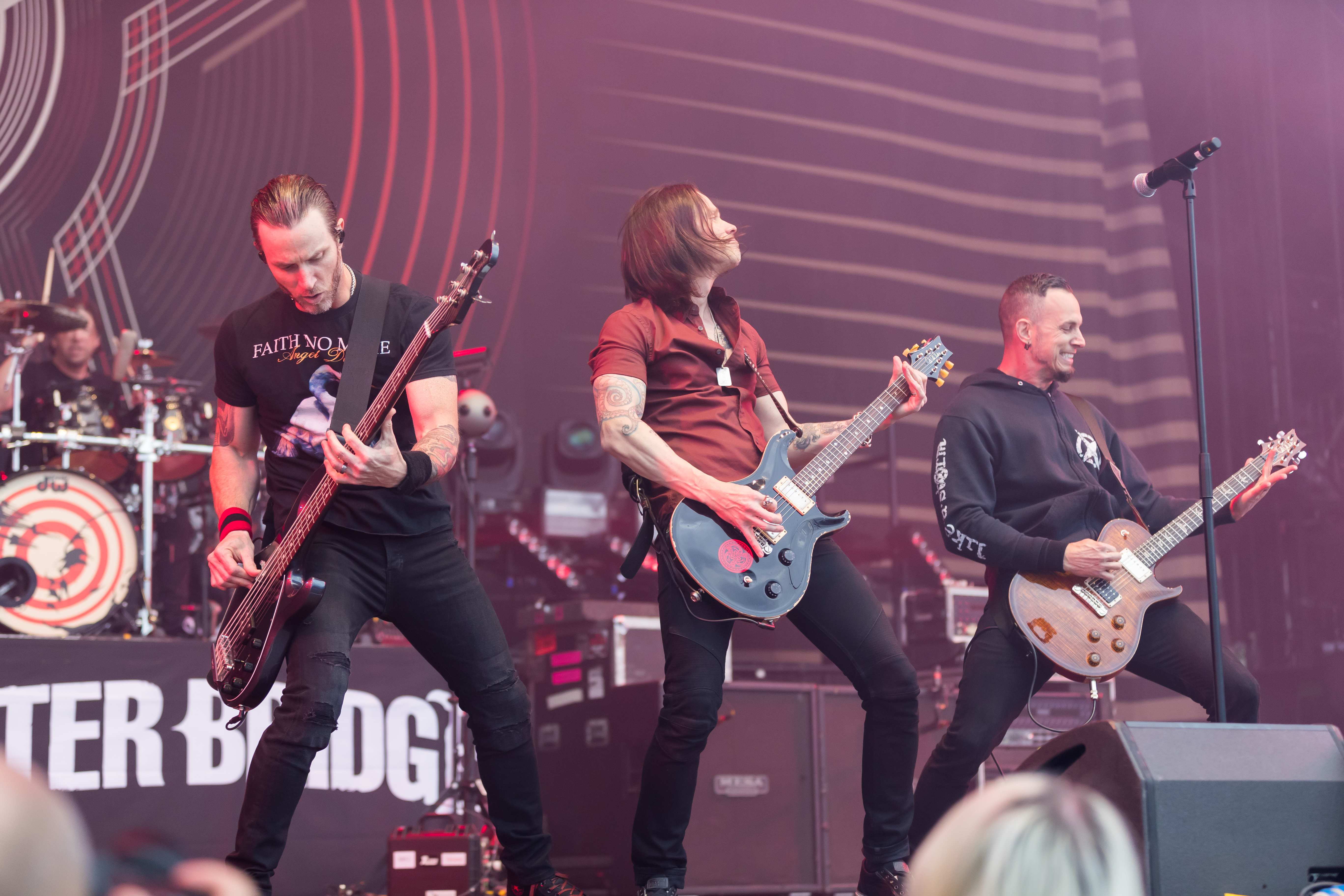
Gli Alter Bridge al Rock am Ring 2017. Da sinistra verso destra: Scott Phillips, Brian Marshall, Myles Kennedy e Mark Tremonti

Il chitarrista Mark Tremonti, il bassista Brian Marshall ed il batterista Scott Phillips facevano già parte dei Creed, insieme al cantante Scott Stapp, fin dal 1997. Dopo la pubblicazione di due album di successo, Marshall lasciò la band nel 2000, a causa di dissidi con il frontman Stapp: rimasti un trio, i Creed pubblicarono nel 2001 il loro terzo album, un altro grande successo. La band divenne inattiva dal 2003 a seguito della conclusione di un tour controverso: in quell'anno, infatti, Tremonti iniziò a scrivere nuovo materiale con l'intenzione di formare una nuova band. Dopo aver richiamato Marshall al basso, il chitarrista decise di contattare il cantante Myles Kennedy, ex membro degli ormai sciolti Mayfield Four, conosciuto qualche anno prima durante un tour in cui l'ex band di Kennedy faceva da gruppo spalla ai Creed. Fu così che nacquero gli Alter Bridge, il cui nome deriva da un ponte ("bridge" in inglese) situato presso la casa di Tremonti sulla "Alter Road", a Detroit. Formato da 3/4 dei Creed e da 1/4 dei Mayfield Four, il nuovo gruppo iniziò la registrazione del suo album di debutto.
I Creed ufficializzarono il loro scioglimento nel giugno del 2004, spiegandolo con le divergenze musicali e compositive sorte fra il cantante Stapp ed il resto della band, che avevano portato ad una crescente tensione nel gruppo. In concomitanza con la rottura dei Creed, fu annunciata la nascita degli Alter Bridge, e la pubblicazione del loro primo album e del primo singolo estratto da esso, Open Your Eyes, che gli porta un notevole successo, essendo un singolo abbastanza commerciale ma senza perdere le sue sonorità metal. I componenti del gruppo pensavano che i Creed avessero «fatto il loro corso» ed erano determinati a portare avanti il nuovo progetto con Myles Kennedy. L'album di debutto, One Day Remains, fu pubblicato il 10 agosto 2004 dalla Wind-up Records, e fu accolto da recensioni piuttosto contrastanti. Prodotto da Ben Grosse (che ha anche prodotto altri gruppi come Filter, Fuel e Sevendust), l'album ha venduto 750 000 copie nel mondo, un lontano eco del successo multiplatino dei Creed realizzato precedentemente. Esso resistette al 4º posto della classifica di Billboard per oltre 14 settimane. Dopo Open Your Eyes, altri due singoli sono stati estratti dall'album: Find the Real e Broken Wings.
One Day Remains è inoltre l'unico album degli Alter Bridge in cui, durante le registrazioni in studio, Myles Kennedy non prese parte alla chitarra ma soltanto alla voce: ciò è dovuto al fatto che l'album era quasi terminato quando il cantante si unì alla band, anche se, durante il tour seguente alla pubblicazione del disco, Kennedy si esibiva suonando il suo strumento in diverse canzoni. Ciò è quindi uno dei motivi per cui, durante i concerti del gruppo, Kennedy si limita tuttora alle parti vocali in alcuni pezzi come Metalingus, One Day Remains o Broken Wings. Mark Tremonti, infatti, aveva composto interamente la musica e la maggior parte dei testi, anche se Kennedy contribuì al completamento dei testi non ancora terminati (circa la metà dei brani). Naturalmente, la band partì in tour dopo la pubblicazione dell'album. La loro prima esibizione in Italia avvenne il 13 marzo del 2005, presso il locale Tempo Rock di Gualtieri, in Emilia-Romagna.
Gli Alter Bridge, tramite alcuni pezzi di One Day Remains, stabilirono una collaborazione con la WWE. In particolare, la canzone Metalingus è stata adottata dal wrestler Edge come musica d'entrata a partire dal 2004. I membri del gruppo apparvero insieme ad Edge in un episodio di Raw nel 2005, durante uno sketch nel backstage. Collaborazioni di questo tipo sono avvenute anche per Open Your Eyes, divenuta sigla del Diva Search 2004 di Raw, e per Find the Real, scelta per la WWE Royal Rumble 2005. Infine, nel 2007 la WWE ha utilizzato Rise Today come tema principale del PPV Unforgiven 2007.
Ancora nel 2004, gli Alter Bridge pubblicarono una rara traccia strumentale per la rivista Total Guitar, intitolata Ahavo Rabo Taco Salad: in origine avrebbe dovuto essere suonata dal solo Mark Tremonti, ma ben presto fu coinvolto il resto della band. Un'altra canzone, chiamata Save Me ed assente in qualunque album della band, fu inclusa nella colonna sonora del film del 2005 Elektra, prodotto dalla Marvel. Un'altra canzone del gruppo, chiamata Shed My Skin e facente parte dell'album di debutto, è stata inserita nella colonna sonora de I Fantastici 4, un altro film Marvel del 2005. Sempre in quell'anno, la band pubblicò in Europa l'EP promozionale Fan EP, composto da Metalingus e dalle versioni dal vivo di Watch Your Words, Find the Real e Open Your Eyes.

### Blackbird(2006–2009)

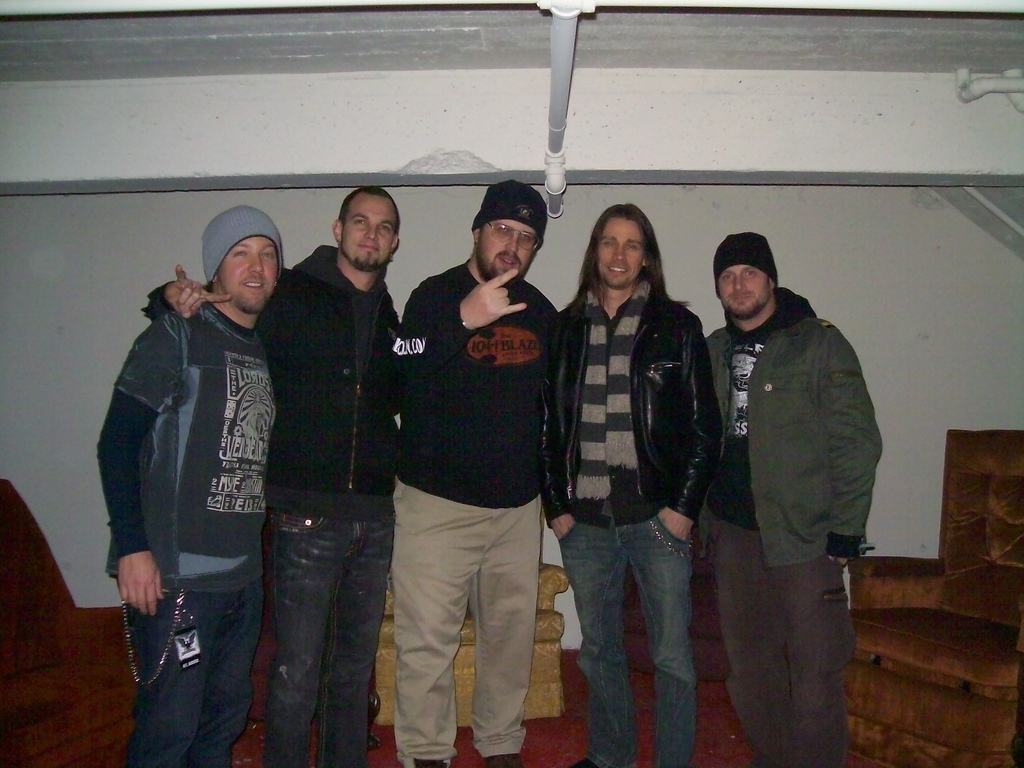
Gli Alter Bridge con un fan nel 2007

Prima della tappa finale del One Day Remains Tour nel 2006, il rapporto fra gli Alter Bridge e la Wind-up Records, la quale non condivideva il punto di vista della band, cominciò a deteriorarsi: l'etichetta, infatti, non voleva continuare ad investire su un progetto incerto e premeva per la riunione dei Creed, che le avrebbe garantito certamente maggiori incassi. I membri del gruppo, tra l'altro, avevano chiesto di essere svincolati dall'etichetta dopo l'uscita di One Day Remains, ma la richiesta fu costantemente respinta fino all'aprile del 2006, quando tutti gli accordi di registrazione, pubblicazione e merchandising vennero finalmente portati a compimento. Gli Alter Bridge continuarono comunque ad affrontare le difficoltà, tra cui anche le critiche per lo scioglimento dei Creed, le pressioni per la riunione di questi ultimi, persino i numerosi falsi annunci di un ritorno del quartetto di Scott Stapp sulla scena rock; inoltre diversi critici musicali avevano bollato gli Alter Bridge come «Creed con un altro cantante», per via delle affinità sonore delle due band. Nonostante i Creed sarebbero tornati insieme nei primi mesi del 2009, in quel momento Mark Tremonti rispose alle critiche dicendo: «i Creed non potranno mai esistere di nuovo come band». Gli Alter Bridge, quindi, recisero a proprie spese il contratto con la Wind-up, e sempre a proprie spese produssero quello che sarebbe stato il loro secondo disco.

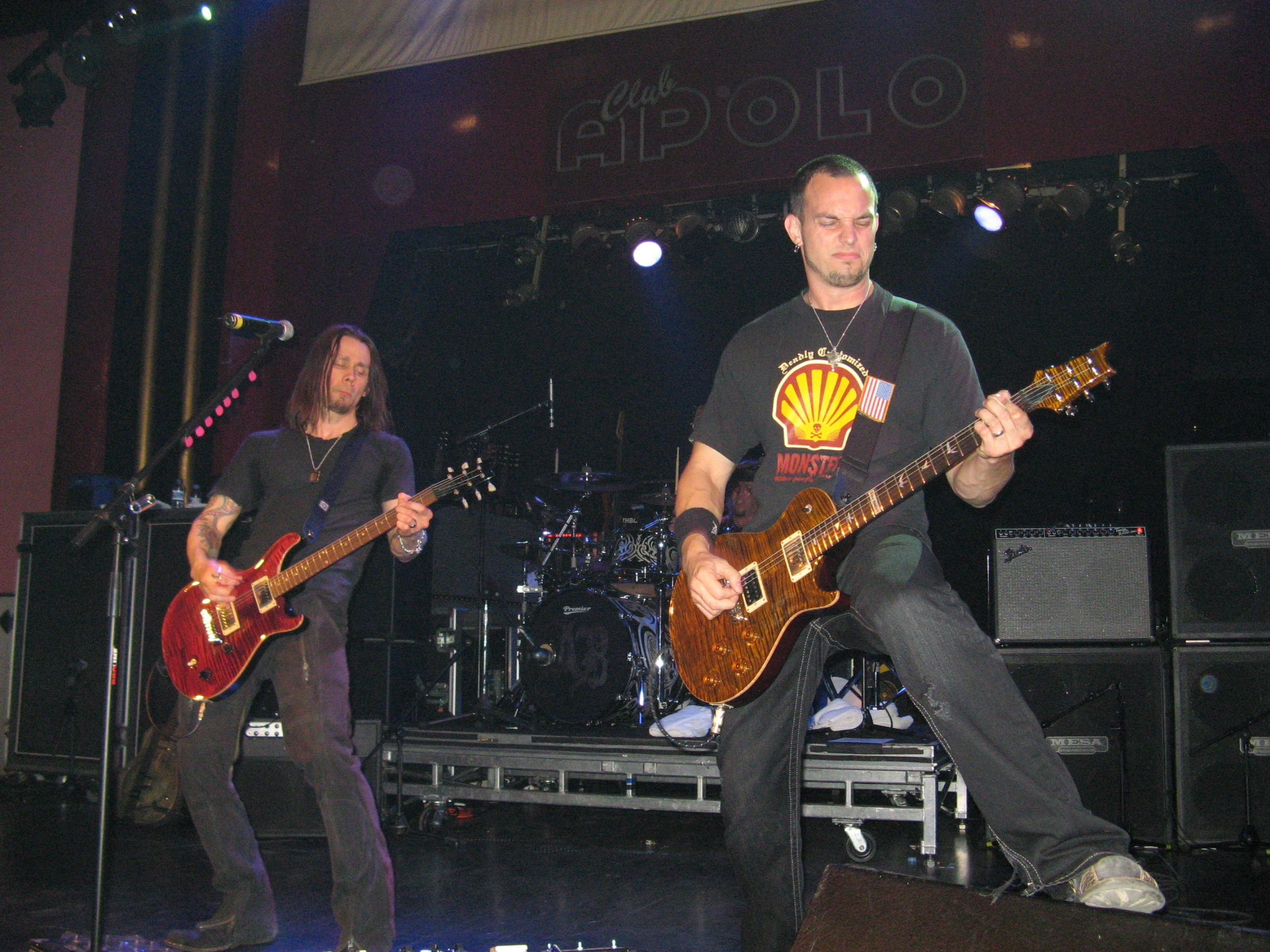
Myles Kennedy e Mark Tremonti nel 2007, in promozione di Blackbird

Nel 2007 la band sottoscrisse un contratto discografico con la Universal Republic. Riguardo al nuovo materiale della band, Tremonti affermò: «penso che sia il lavoro migliore che abbiamo mai fatto». Il 9 ottobre del 2007 fu pubblicato il secondo album, Blackbird, da cui furono estratti i singoli Rise Today, Ties That Bind (classificatosi terzo nella Official Rock & Metal Chart), Watch Over You e Before Tomorrow Comes. Ottime anche le notizie per l'album in generale nelle classifiche di Billboard: quarto posto nella Top Rock Albums, prima posizione nella Top Hard Rock Albums e terzo posto nella Alternative Albums arriva al 3º posto; l'album raggiunse inoltre il secondo posto nella Official Rock & Metal Chart.
Rispetto a One Day Remains, dove tutte le tracce sono state scritte e composte da Mark Tremonti, in Blackbird  le canzoni sono state scritte a quattro mani, da Tremonti e Myles Kennedy. La canzone Watch Over You apparve nel 2008 in un reality statunitense, Celebrity Rehab with Dr. Drew, e lo stesso video musicale del pezzo (uscito il 13 settembre 2008) contiene alcune immagini tratte dalla serie. Un'altra versione del brano, detta Watch Over You Duet, fu pubblicata nel Regno Unito: il pezzo vede la partecipazione dell'italiana Cristina Scabbia, cantante dei Lacuna Coil. Blackbird ha ricevuto un'accoglienza parecchio positiva da parte della critica, e detiene attualmente una media di 9.4/10 su Ultimate Guitar Archive. In particolare, la canzone più apprezzata è stata l'omonima dell'album, scritta da Myles Kennedy e dedicata ad un amico defunto: la traccia, della durata di 7:58 minuti, contiene quello che in seguito sarà eletto come "miglior assolo di chitarra di tutti i tempi" dalla rivista Guitarist (2011).
Dopo l'uscita di Blackbird, la band intraprese un tour mondiale di successo. Il 7 dicembre dello stesso anno, gli Alter Bridge registrarono il concerto da loro eseguito alla Heineken Music Hall di Amsterdam, nei Paesi Bassi, le cui riprese sarebbero state utilizzate per montare un film in DVD intitolato Live from Amsterdam. All'inizio, fu messa in vendita soltanto una versione con disco singolo del concerto, reperibile esclusivamente presso le sedi del tour dei Creed (riunitisi nel 2009) e via internet tramite Amazon.com. Accolto da critiche estremamente positive, il DVD ha venduto parecchie migliaia di copie, superando di gran lunga le aspettative di Amazon, che prevedeva di vendere alcune centinaia di dischi: il film raggiunse persino la prima posizione fra "i video musicali ed i concerti più venduti" di Amazon e vi rimase per diverse settimane. In seguito, sorsero polemiche riguardo alla pubblicazione di una versione Blu-ray Disc e di un'edizione deluxe del film, in quanto la sua vendita nei negozi fu più volte rimandata dalla Universal Republic, causando la frustrazione sia dei membri del gruppo che dei loro fan, anche se gli Alter Bridge rimasero sempre ottimisti riguardo alla sua pubblicazione. Live from Amsterdam è stato finalmente messo in vendita in America del Nord l'11 gennaio 2011, dopo circa due anni di ritardi.
Il cantante Myles Kennedy cominciò ad essere parecchio conosciuto dal 2008, quando si diffusero forti rumor di una presunta collaborazione del cantante con gli ex membri dei Led Zeppelin. In seguito verrà fuori che tali dicerie, sostenenti una riunione dei Led Zeppelin con alla testa il cantante degli Alter Bridge, erano false, ma non infondate: lo stesso Kennedy, infatti, confermò di aver scritto in effetti alcune canzoni con Jimmy Page, John Paul Jones e Jason Bonham, e di aver provato ad intraprendere con loro un nuovo progetto, ma la cosa finì nel nulla.

### AB III(2009–2012)

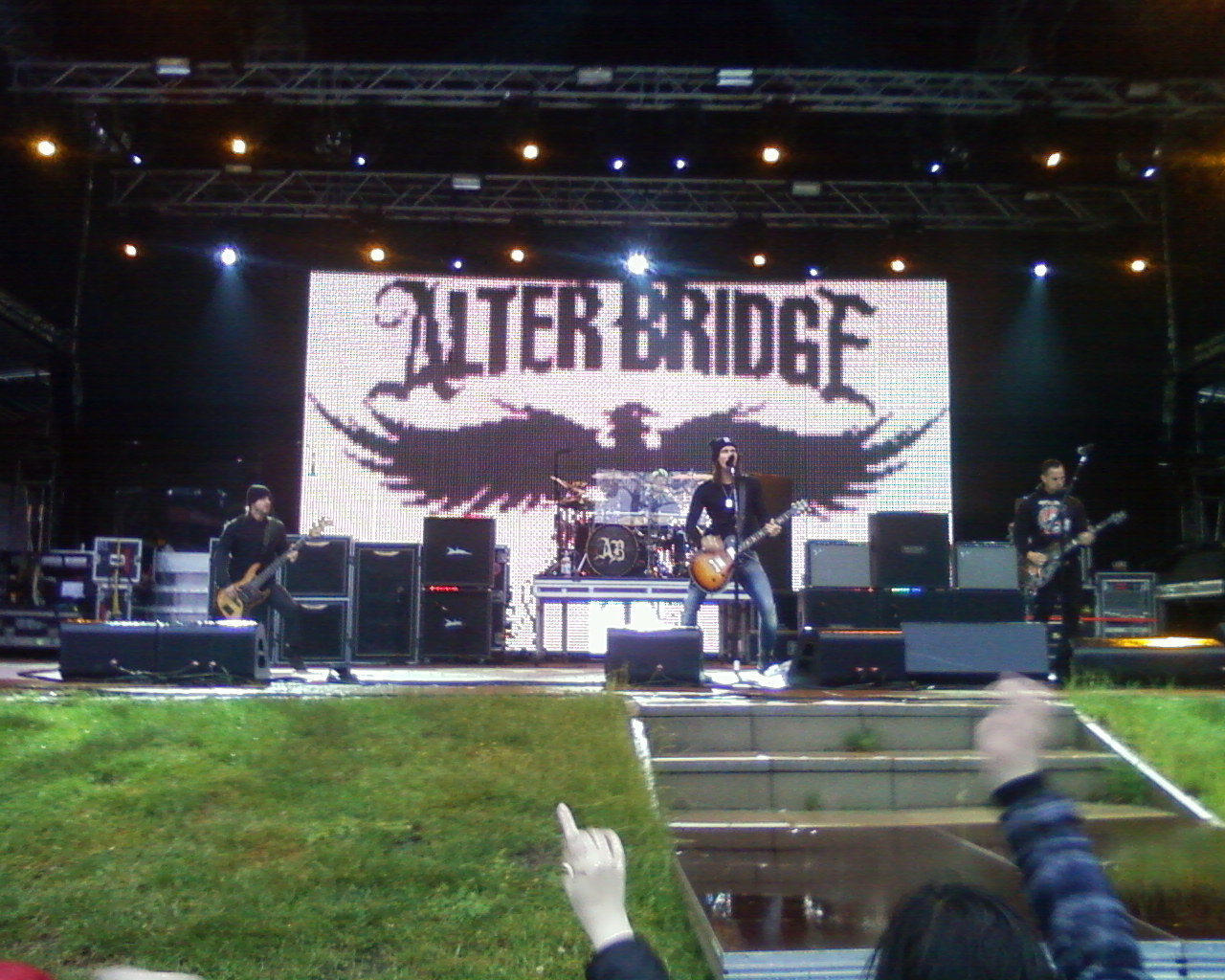
Gli Alter Bridge allo stadio di Amburgo nel 2011

Gli Alter Bridge si presero una pausa nel 2009 in seguito all'annuncio della riunione dei Creed, e quindi del nuovo album e del nuovo tour di questi ultimi. Mentre Tremonti, Marshall, e Phillips andavano in tour insieme al tornato Scott Stapp, Kennedy lavorava sul suo primo progetto solista ed iniziava a collaborare ampiamente con il chitarrista Slash, ex Guns N' Roses ed attuale membro dei Velvet Revolver. In seguito, tra il 2010 ed il 2011, Kennedy è andato in tour con lo stesso Slash, divenendo ufficialmente il cantante del progetto solista di quest'ultimo. Comunque, gli Alter Bridge continuarono a scrivere musica per gran parte del 2009 ed intrapresero le registrazioni del terzo album da febbraio a maggio del 2010.
Il 17 luglio 2010 la rivista statunitense Billboard rivelò che gli Alter Bridge ebbero firmato un contratto con la Roadrunner Records, e che nel 2011 avrebbero intrapreso un tour primaverile con i Godsmack. Mentre la seconda notizia fu in seguito smentita, il 9 agosto gli Alter Bridge annunciarono sul loro sito ufficiale il titolo del loro nuovo album, AB III, insieme all'elenco delle canzoni. Le voci del nuovo contratto discografico del gruppo furono confermate dalla Roadrunner con un comunicato stampa, che includeva anche l'annuncio della data di pubblicazione dell'album, ovvero l'8 ottobre 2010.
Il 6 settembre, la Roadrunner Records pubblicò sul proprio sito web il singolo di lancio del disco, Isolation, annunciando inoltre che la traccia sarebbe stata resa acquistabile in Regno Unito dal 26 settembre. La canzone si affermò come il brano di maggior successo della band, conquistando la prima posizione nella classifica Mainstream Rock Airplay. AB III è stato pubblicato l'8 ottobre 2010 in Australia e Germania, e l'11 ottobre 2010 nel Regno Unito. In America del Nord invece, il disco è stato pubblicato il 9 novembre 2010 dall'etichetta di proprietà della band, la Alter Bridge Recordings, via EMI. L'album ha debuttato al 16º posto nella classifica Billboard 200, mentre nella Official Rock & Metal Chart l'album a raggiunto la settima posizione. Il 6 dicembre 2010, il video musicale di Isolation fu messo in anteprima sul sito web Noisecreep, famoso sito che si occupa di musica hard rock ed heavy metal. L'11 gennaio 2011, la band riuscì finalmente a mettere in vendita nei negozi il tanto atteso Live from Amsterdam, il primo album dal vivo e film concerto del gruppo. Il secondo singolo estratto dall'album fu I Know It Hurts, pubblicato soltanto in Australia il 21 gennaio 2011. Gli altri due singoli furono Ghost of Days Gone By, pubblicato il 18 aprile 2011, e Wonderful Life, pubblicato in Regno Unito il 5 giugno 2011.
Prima della pubblicazione, la band rivelò che AB III sarebbe stato più "oscuro" dei due lavori precedenti, e che avrebbe costituito un allontanamento anche dal punto di vista dei testi: il disco, infatti, fu concepito per essere un concept album. AB III ha ottenuto un travolgente successo critico, venendo acclamato dai recensori professionisti al momento della sua uscita. MusicRadar lo elogiò come "uno degli album rock dell'anno"; Artistdirect diede al disco il punteggio massimo e lo definì un "capolavoro". Inoltre, l'8 marzo 2011 fu pubblicato un album tributo agli Alter Bridge, intitolato String Tribute to Alter Bridge: il disco contiene le versioni strumentali di alcune delle più famose canzoni degli Alter Bridge, arrangiate a musica classica. Il 25 ottobre 2011, gli Alter Bridge hanno pubblicato una versione speciale dell'album, AB III.5, che include tre brani aggiuntivi e un documentario di un'ora, intitolato One by One.
Dopo la pubblicazione dell'album, gli Alter Bridge intrapresero un tour per sostenere il nuovo disco: nell'autunno del 2010 suonarono nel Regno Unito, accompagnati dagli Slaves to Gravity, dopodiché svolsero un secondo tour negli Stati Uniti d'America, insieme ai Taddy Porter ed ai Like a Storm. Nella primavera del 2011, il gruppo fece un'ulteriore serie di concerti negli Stati Uniti, questa volta con i Like a Storm ed i Black Stone Cherry. Nell'estate del 2011, la band si esibì in diversi festival musicali europei, tra cui il Rock am Ring, il Nova Rock Festival, il Download Festival, l'Hellfest, e molti altri palchi importanti. Inoltre eseguirono un concerto gratuito al Jimmy Kimmel Live!, trasmesso sulla rete televisiva ABC il 25 aprile 2011. Gli Alter Bridge inoltre sono stati, insieme ai Theory of a Deadman, l'attrazione principale del Carnival of Madness Tour dell'estate 2011, supportati da Black Stone Cherry, Adelitas Way ed Emphatic. Il gruppo ha prolungato il tour fino al gennaio del 2012, prendendo parte anche ad alcune tappe in Australia, tra cui il Soundwave Festival. Nel frattempo, sono stati pubblicati una serie di webisodi, prodotti dalla DC3 Music Group, che descrivono dettagliatamente il tour del gruppo. Il 29 novembre 2011, è stato registrato il secondo film concerto della band, intitolato Live at Wembley: il concerto è stato eseguito alla Wembley Arena, presso Londra. Il DVD del concerto è stato pubblicato il 26 marzo 2012 su scala mondiale. Nello stesso tour in cui viene registrato il DVD di Wembley, il gruppo partecipa per la terza volta a Rock am Ring nel corso della terza giornata, dinnanzi un pubblico di quasi 70.000 persone, finora il loro concerto più imponente.

### Progetti paralleli eFortress(2012-2014)

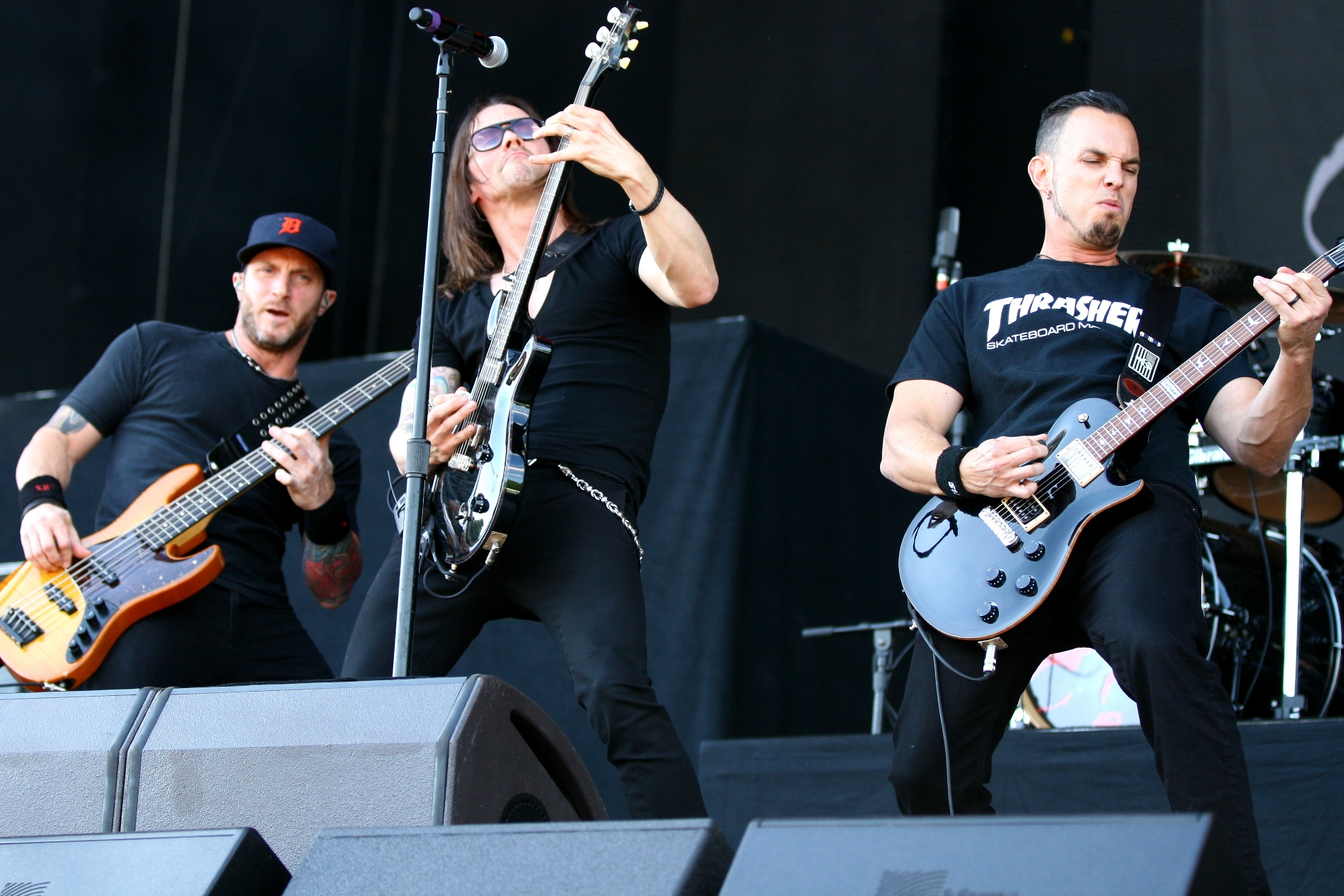
Marshall, Kennedy e Tremonti al Rock im Park 2014

In un'intervista del 2011 Mark Tremonti ha rivelato che, dopo il tour programmato dei Creed e il loro relativo nuovo album (originariamente previsto per l'anno seguente), gli Alter Bridge si sarebbero riuniti in studio per comporre le prime idee inerenti al quarto album in studio, senza tuttavia conoscere la sua possibile data di pubblicazione. Lo stesso ha aggiunto la possibilità del gruppo di poter pubblicare alcune b-side nel 2013. In una successiva intervista, il batterista Scott Phillips ha rivelato l'intenzione del gruppo di pubblicare il quarto album nel 2013.
Parallelamente all'attività nel gruppo, nel febbraio 2012 Phillips è entrato a far parte dei Projected, di cui fanno parte anche il chitarrista Eric Friedman e due membri dei Sevendust, John Connolly (voce e chitarra) e Vinnie Hornsby (basso).
Intorno allo stesso periodo, sia Myles Kennedy che Tremonti hanno manifestato entrambi l'intenzione di intraprendere una carriera solista. Nel 2012 è uscito l'album All I Was dei Tremonti, gruppo che coinvolge il sopracitato Friedman, il batterista Garrett Whitlock e Brian Marshall. Il disco ha segnato il debutto di Mark Tremonti come cantante solista e risulta più improntato sull'heavy metal rispetto al sound dei Creed e degli Alter Bridge.
Il 4 gennaio 2013, tramite Twitter, Tremonti pubblica una foto assieme a Kennedy, con la quale annunciano ufficialmente l'inizio dei lavori al quarto album della band, dicendo che negli ultimi mesi del 2013 uscirà il loro nuovo lavoro con annesso tour mondiale, dopo la fine dei tour di All I Was per Mark, e di Apocalyptic Love per Myles, il quale rivela in seguito che il lavoro con Slash continuerà probabilmente con un altro disco, dopo quello con gli Alter Bridge.
Il 24 luglio la band annuncia il titolo dell'album, Fortress, pubblicato il 30 settembre nel Regno Unito e l'8 ottobre negli Stati Uniti d'America, a cui poi segue il tour mondiale, con al fianco Shinedown e Halestorm. Da esso sono stati estratti i singoli Addicted to Pain e Cry a River.
Alla prima settimana di uscita in Italia, l'album entra nella top ten dei più venduti, piazzandosi al nono posto.

### The Last Hero(2015-2018)

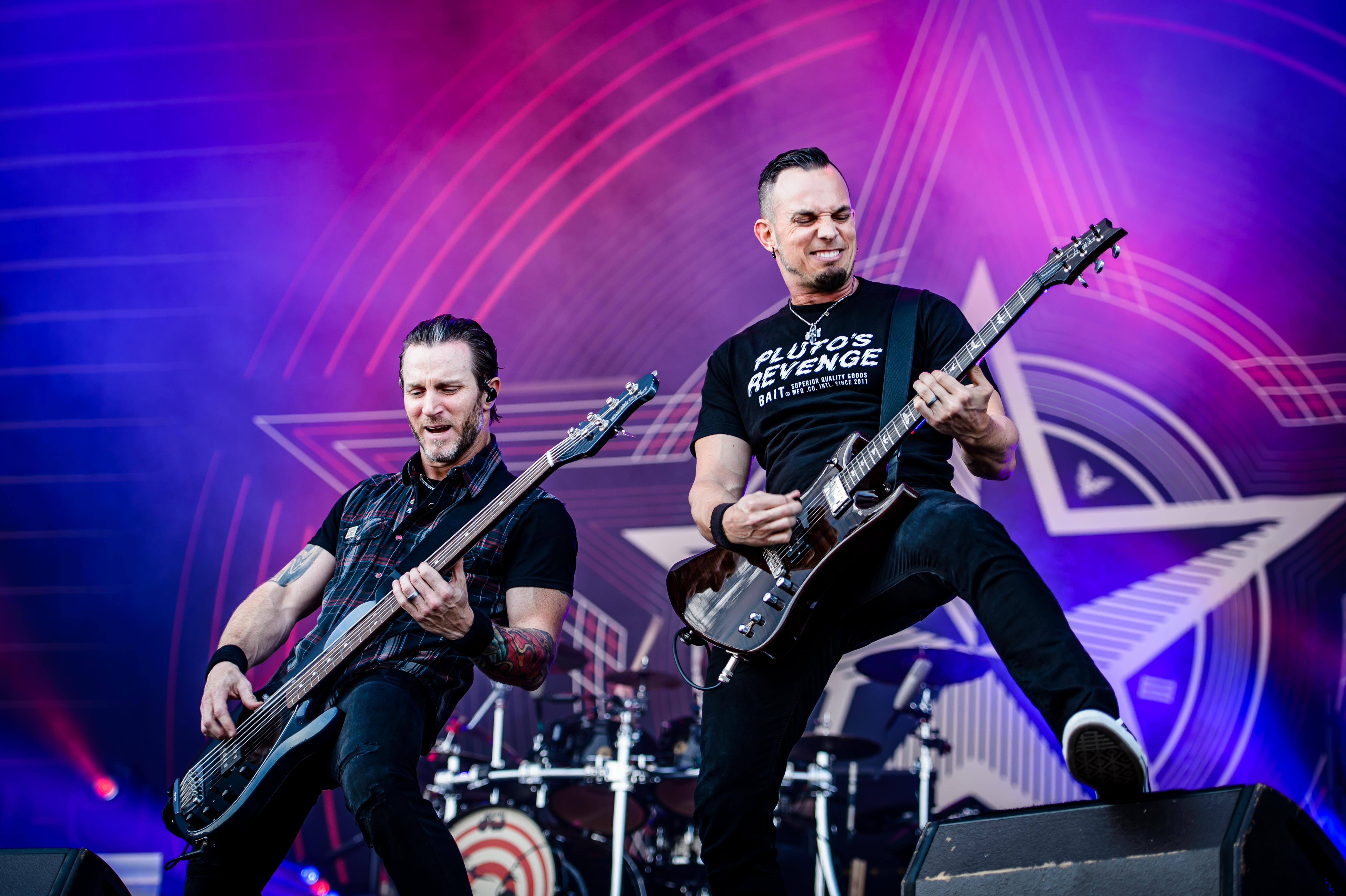
Marshall e Tremonti al Rock im Park 2017

Nel gennaio 2015, attraverso il loro account Twitter, hanno annunciato la pubblicazione di un quinto album in studio per l'autunno 2016.

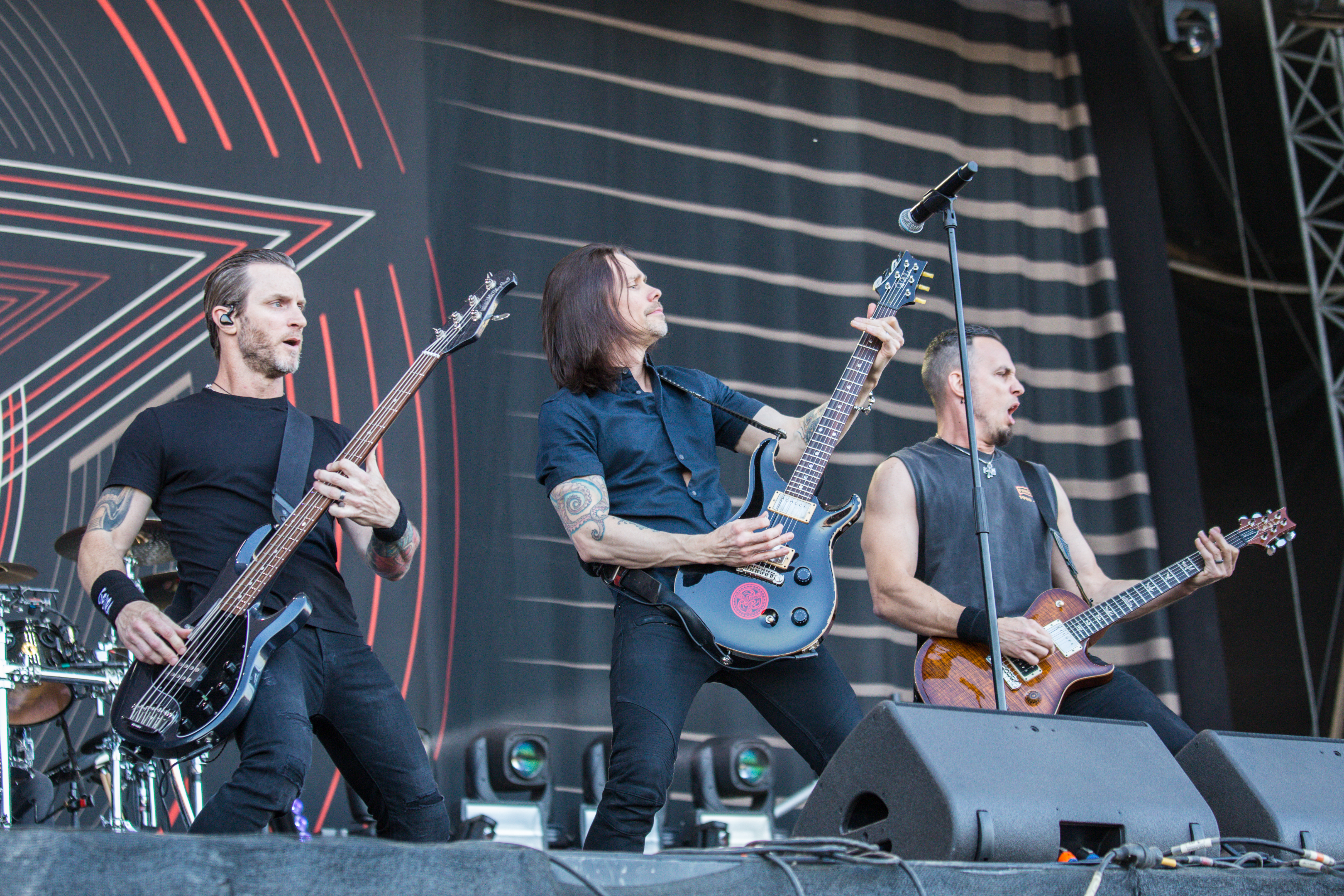
Marshall, Kennedy e Tremonti al Nova Rock 2017

Nel maggio 2016 Tremonti ha annunciato di aver praticamente completato le parti di chitarra e che le sonorità dell'album «dovrebbero essere un incrocio tra Blackbird e Fortress». Il 6 giugno il gruppo ha annunciato di aver firmato un nuovo contratto discografico con la Napalm Records per la distribuzione delle loro pubblicazioni in tutto il mondo eccetto gli Stati Uniti d'America. Il 26 dello stesso mese è stato pubblicato il singolo Show Me a Leader ed annunciato il quinto album, intitolato The Last Hero e uscito il 7 ottobre. Anticipato anche a settembre dal secondo singolo My Champion, l'album è stato accolto positivamente dalla critica specializzata, con Metacritic che ha assegnato un punteggio di 74 su 100 basato su otto recensioni, ed è stato promosso da una tournée che ha attraversato Europa e Stati Uniti d'America per tutto il 2016.
Dalla data tenuta al The O2 Arena di Londra nel novembre 2016, è stato estratto il terzo album dal vivo Live at the O2 Arena + Rarities, pubblicato l'8 settembre 2017. Londra è stata anche sede di due concerti speciali tenuti dagli Alter Bridge nella Royal Albert All il 2 e 3 ottobre 2017, immortalati in seguito nel quarto album dal vivo Live at the Royal Albert Hall.

### Walk the SkyePawns & Kings(2019-presente)
Nel giugno 2019 gli Alter Bridge hanno annunciato il sesto album in studio Walk the Sky, uscito il 18 ottobre dello stesso anno e promosso dal relativo tour europeo a fine anno che ha visto Shinedown e Sevendust come artisti d'apertura. Da esso sono stati estratti cinque singoli, diffusi a cadenza mensile tra giugno e ottobre: Wouldn't You Rather, Pay No Mind, Take the Crown, In the Deep e Dying Light.
Con il successivo avvento della pandemia di COVID-19 il gruppo non ha potuto intraprendere ulteriori tournée, ritrovandosi a comporre nuovo materiale. Tra questi vi è il brano Last Rites, incluso nell'EP Walk the Sky 2.0, pubblicato il 6 novembre 2020 e che contiene anche sei brani registrati dal vivo durante la sopracitata tournée.
Verso la metà del 2021 Mark Tremonti ha annunciato che le registrazioni del settimo album sono state fissate per il 2022. Il chitarrista ha in seguito rivelato il titolo, Pawns & Kings, nel maggio 2022, periodo in cui è stato rivelato anche lo svolgimento di un'estesa tournée europea tra novembre e dicembre dello stesso anno. Il 18 luglio l'album è stato annunciato in via ufficiale dal gruppo, che ha reso disponibile nello stesso giorno il video dell'omonimo Pawns & Kings, estratto come singolo il giorno seguente.

## Stile musicale
Agli esordi, gli Alter Bridge sono stati descritti come «I Creed con un nuovo cantante». A questa affermazione la band ha immediatamente risposto elencando le differenze rispetto al precedente gruppo, specialmente per quanto riguarda lo stile musicale, meno inscritto nell'ambito grunge a differenza dei Creed. Il cantante Myles Kennedy, ha caratteristiche vocali differenti rispetto al tono "baritonale"di Scott Stapp, ma più simili a quelle di un tenore. Inoltre, il chitarrista Mark Tremonti negli AB esplicita la sua tecnica con numerosi arrangiamenti e assoli (poco presenti nello stile dei Creed) molto elaborati. Attualmente, il sound degli Alter Bridge è definito "duro, ma melodico"; il loro stile è stato identificato come "una perfetta fusione tra hard rock e progressive metal, permeato di post-grunge".
Di solito, la musica del gruppo viene scritta a quattro mani da Myles Kennedy e Mark Tremonti, mentre i testi sono scritti principalmente da Kennedy, anche se Tremonti ha realizzato la maggior parte dei testi e tutta la musica per il primo album, One Day Remains. I testi dei primi due dischi toccano principalmente i temi della speranza e del superamento della tristezza, del rimpianto, del dolore, della solitudine, della dipendenza. Le tematiche del loro terzo album, AB III, sono molto più oscure e di non facile interpretazione, basate per lo più sul lottare con fede ma anche con una perdita d'innocenza, così come altri temi oscuri tra cui l'apatia ed i concetti di morte e mortalità.

Spesso riconosciuti per le loro esibizioni dal vivo, in genere gli Alter Bridge non si esibiscono in strutture molto grandi, come arene o anfiteatri. Il gruppo, invece, suona molto spesso in locali più piccoli, ad esempio l'House of Blues, com'era loro intenzione fin dall'inizio. In un'intervista su Artistdirect, Myles Kennedy ha detto: 
 Durante questi anni, la band ha occasionalmente suonato con alcuni ospiti a sorpresa, tra cui Slash, Paul Reed Smith, Wolfgang van Halen ed Eric Friedman, mentre molti altri musicisti importanti, come Eddie van Halen, Jimmy Page e John Paul Jones, sono stati avvistati in alcuni concerti degli Alter Bridge.

## Formazione
- Myles Kennedy – voce, chitarra
- Mark Tremonti – chitarra, voce
- Brian Marshall – basso
- Scott Phillips – batteria

## Discografia

### Album in studio
- 2004 – One Day Remains
- 2007 – Blackbird
- 2010 – AB III
- 2013 – Fortress
- 2016 – The Last Hero
- 2019 – Walk the Sky
- 2022 – Pawns & Kings

### Album dal vivo
- 2010 – Live from Amsterdam
- 2012 – Live at Wembley
- 2017 – Live at the O2 Arena + Rarities
- 2018 – Live at the Royal Albert Hall